# Leipheim
Leipheim (pronunciación en alemán: /ˈlaɪ̯pˌhaɪ̯m/ⓘ) es una ciudad situada en el distrito de Gunzburgo, en el estado federado de Baviera (Alemania), con una población a finales de 2016 de unos 7007 habitantes.
Se encuentra ubicado al oeste del estado, en la región de Suabia, a poca distancia de la frontera con el estado de Baden-Wurtemberg y al sur del río Danubio.

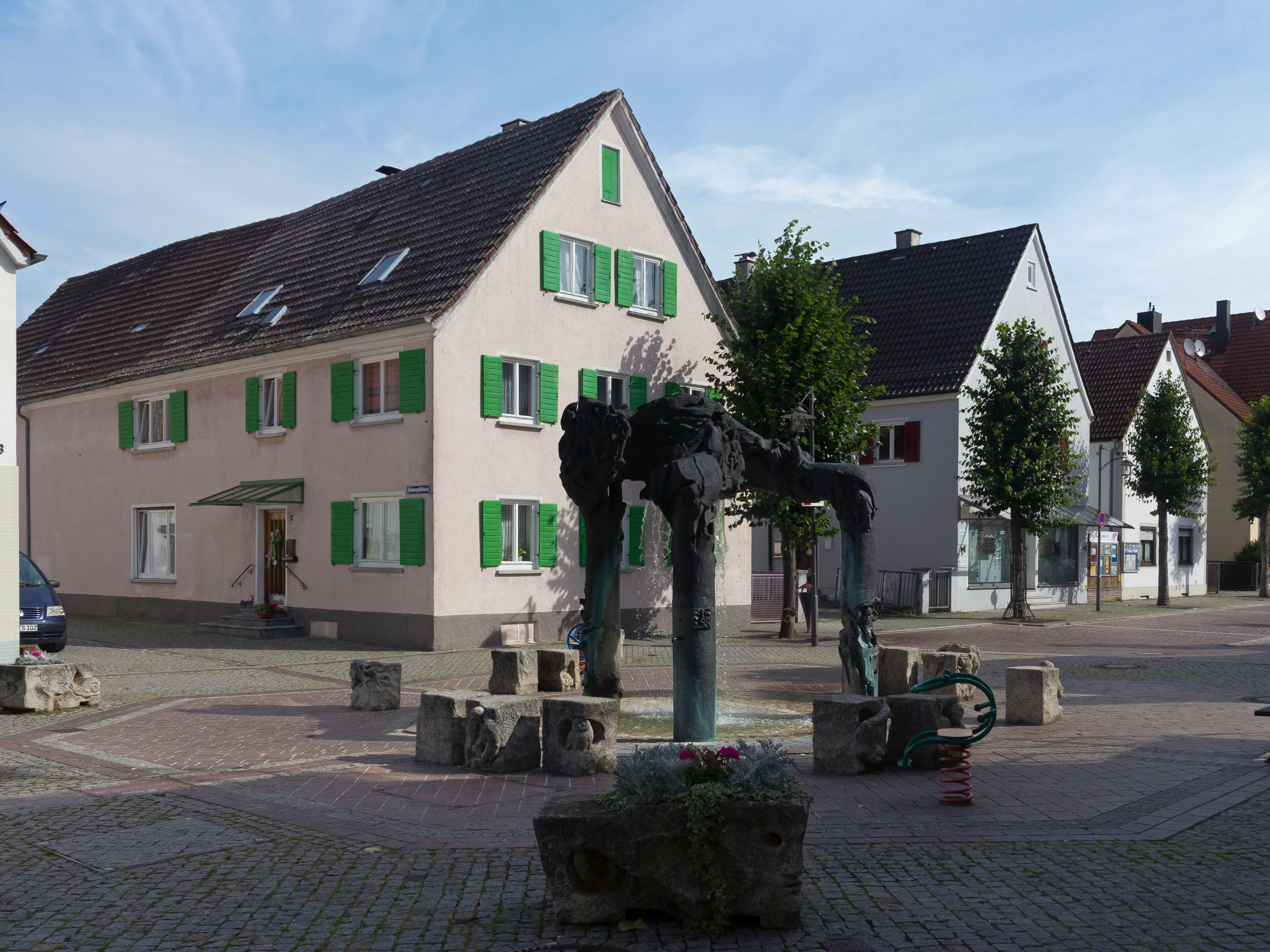
La estatua en la montaña Stadtberg

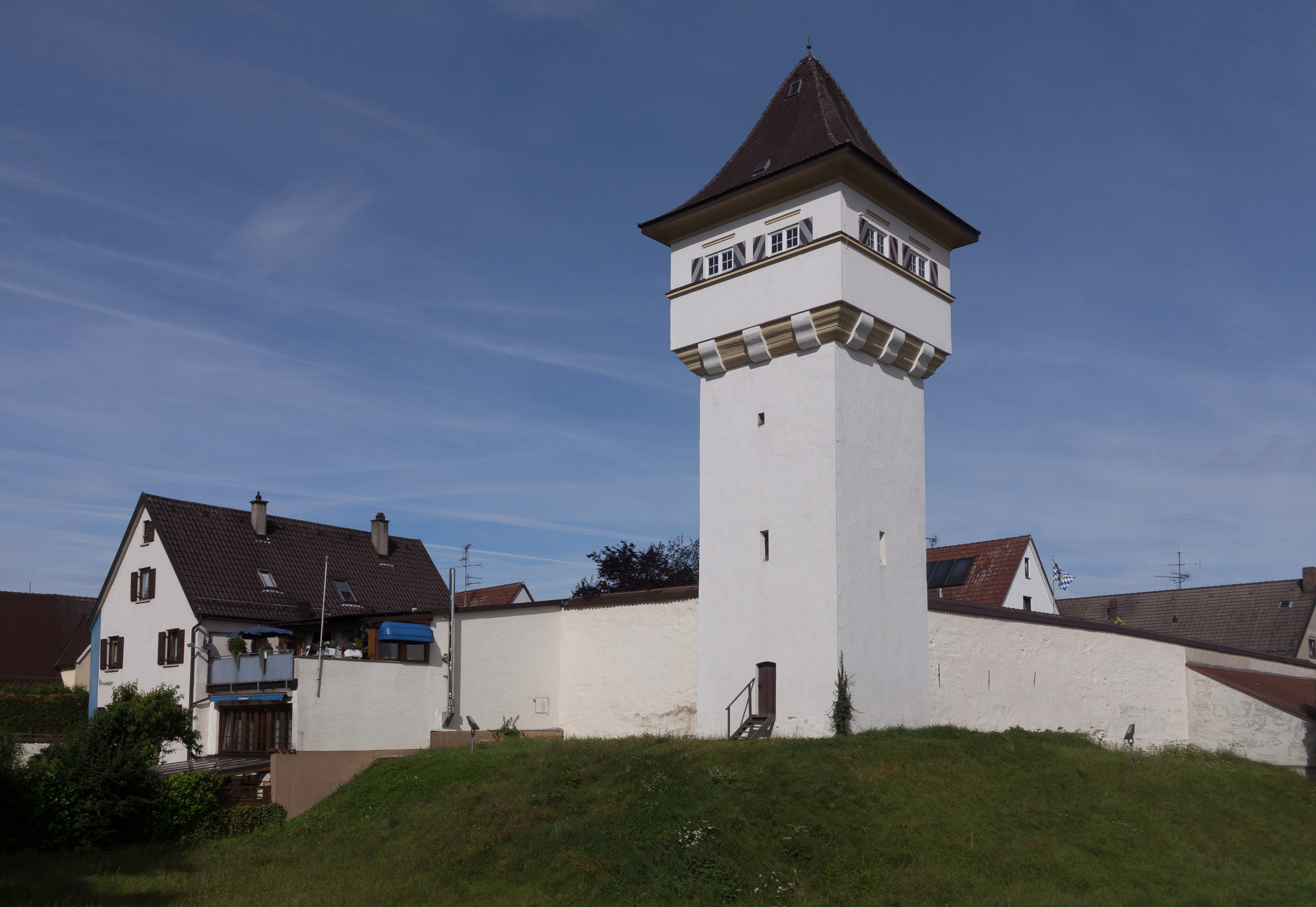
La torre: Hauselersturm